# Canton de Dinan-Est
Le canton de Dinan-Est est une ancienne division administrative française, située dans le département des Côtes-d'Armor et la région Bretagne.

## Composition
Le canton de Dinan-Est regroupait les communes suivantes :
- Dinan (fraction de commune) ;
- Lanvallay ;
- Léhon ;
- Pleudihen-sur-Rance ;
- Saint-Hélen ;
- La Vicomté-sur-Rance.

## Démographie
| 1962 | 1968 | 1975 | 1982 | 1990   | 1999   | 2006   | 2011   | 2012   |
| ---- | ---- | ---- | ---- | ------ | ------ | ------ | ------ | ------ |
| -    | -    | -    | -    | 15 504 | 14 949 | 15 782 | 16 690 | 16 716 |

## Représentation

### Conseillers généraux de 1833 à 2015
| Période | Période      | Identité                                      | Étiquette                    | Qualité |
| ------- | ------------ | --------------------------------------------- | ---------------------------- | --- |
| 1833    | 1836         | Charles Beslay père (1795-1878)               | Extrême-gauche (Républicain) | Propriétaire à Dinan Député du Morbihan (1831-1837 et 1848-1849) Membre de la Commune de Paris en 1871                                                                      |
| 1836    | 1837 (décès) | Auguste Louis Gilles Égault (1782-1837)       |                              | Maire de Dinan (1835-1837) |
| 1838    | 1861         | Charles Bailly (1803-1889)                    |                              | Procureur du Roi Président du Tribunal civil de Dinan |
| 1861    | 1864         | Louis Louel                                   |                              | Propriétaire à Pleudihen-sur-Rance, conseiller d'arrondissement |
| 1864    | 1898         | Ambroise Roger                                | Droite                       | Notaire Maire de Pleudihen-sur-Rance (1860-1904) |
| 1898    | 1920 (décès) | Jean-Marie Joseph Lorre                       | Républicain                  | Cultivateur et négociant à Pleudihen-sur-Rance (Mordreuc) |
| 1920    | 1927         | François Rames                                | RG                           | Négociant à Dinan |
| 1927    | 1934         | Michel Geistdoerfer (beau-frère du précédent) | Rad.                         | Journaliste Député (1928-1942) Maire de Dinan (1929-1940 et 1944-1945) |
| 1934    | 1940         | Marie-Ange Thoreux                            | URD                          | Négociant Adjoint au maire de Pleudihen-sur-Rance |
|         |              |                                               |                              | |
| 1945    | 1976         | René Pleven                                   | UDSR puis CDP                | Inspecteur des Finances, député (1956-1969) Membre du Gouvernement (1944-1946, 1958 et 1969-1973) Président du Conseil (1950-1952) Président du conseil général (1948-1976) |
| 1976    | 2001         | René Benoît                                   | UDF                          | Professeur d'éducation physique Maire de Dinan (1983-2014) Député (1978-1981 et 1986-1988) Conseiller régional de Bretagne (1986-1992)                                      |
| 2001    | 2015         | Michel Vaspart                                | RPR puis UMP                 | Chef d'entreprise Maire de Pleudihen-sur-Rance (1992-2016) Sénateur (2014-2020)                                                                                             |

### Conseillers d'arrondissement (de 1833 à 1940)
| Période | Période      | Identité                   | Étiquette                  | Qualité                                                                            |
| --- | ------------ | -------------------------- | -------------------------- | ---------------------------------------------------------------------------------- |
| 1833 | 1836         | Jean Laurent Gervaise      |                            | Avocat à Dinan                                                                     |
| 1836 | 1842         | M. Bigeon                  |                            | Médecin à Dinan                                                                    |
| 1842 | 1848         | Louis Thomas Leconte       | Monarchiste                | Banquier, maire de Dinan (1837-1847 et 1857-1861), député (1849-1851 et 1852-1857) |
| |              |                            |                            |                                                                                    |
| | 1855         | Louis Louel                |                            | Propriétaire à Pleudihen                                                           |
| |              |                            |                            |                                                                                    |
| 1867 |              | Auguste Louaisel           |                            | Propriétaire à Saint-Hélen                                                         |
| |              |                            |                            |                                                                                    |
| | 1887 (décès) | M. Malo                    |                            |                                                                                    |
| |              |                            |                            |                                                                                    |
| 1895 | 1919         | François Pommeret          | Rad.                       | Négociant, maire de Pleudihen (à partir de 1912)                                   |
| 1919 | 1925         | Henri Durand               |                            | Adjoint au maire puis maire de Dinan (1925-1929)                                   |
| 1925 | 1931         | Julien Fermine (1874-1934) | Rad.                       | Capitaine retraité de la Marine marchande, maire de Pleudihen                      |
| 1931 | 1937         | Francis Busnel             | Républicain                | Cultivateur à Lanvallay                                                            |
| 1937 | 1940         | François Trichet           | Concentration républicaine | Ingénieur géomètre, maire de La Vicomté-sur-Rance                                  |
| Les conseils d'arrondissement ont été suspendus par la loi du 12 octobre 1940 et n'ont jamais été réactivés |              |                            |                            |                                                                                    |